# Les Aventures d'Olaf
Pour plus de détails, voir Fiche technique et Distribution.
Les Adventures d'Olaf (Once Upon a Snowman) est un court métrage fantastique musical américain animé par ordinateur de 2020 produit par Walt Disney Animation Studios et sorti sur Disney+ le 23 octobre 2020.
Les Aventures d'Olaf fait partie de la franchise La Reine des neiges et se déroule pendant les événements de La Reine des neiges (2013).
Le court métrage raconte l'histoire de ce qui est arrivé à Olaf juste après sa création par Elsa, avant de rencontrer Anna, Kristoff et Sven.

## Synopsis
Le court métrage se déroule pendant les évènements du film, La Reine des neiges : Après avoir fuit le royaume d'Arendelle, alors qu'elle a dévoilée accidentellement ses pouvoirs, Elsa, erre dans les montagnes enneigées, heureuse d'être libre et de vivre seule sans cacher à qui que ce soit son secret. Pendant l'interlude musicale Libérée, Délivrée, elle crée par magie un bonhomme de neige qui n'est autre qu'Olaf, et ce dernier prend vie. Olaf va se frayer un chemin dans le paysage du grand nord, pour découvrir qui il est, et en apprendre un peu plus sur ses origines et ce qu'il aime, l'été, les câlins et comment il se procura un nez...

## Fiche technique
- Titre original : Once Upon a Snowman
- Titre francophone : Les Aventures d'Olaf
- Réalisation : Dan Abraham et Trent Correy
- Scénario : Trent Correy et Dan Abraham
- Animation : Rebecca Wilson Brie (cheffe de l'animation)
- Production : Nicole P. Hearon et Peter Del Vecho
- Musique : Christophe Beck et Jeff Morrow
- Société de production : Walt Disney Animation Studios
- Distribution : Walt Disney Studios Motion Pictures
- Pays d'origine :  États-Unis
- Durée : 8 minutes
- Date de sortie : 
  - États-Unis : 23 octobre 2020

## Distribution

### Voix originales
- Kristen Bell : Anna (archives audio du premier film)
- Idina Menzel : Elsa (archives audio du premier film)
- Jonathan Groff : Kristoff (archives audio du premier film)
- Josh Gad : Olaf

### Voix françaises
- Emmylou Homs : Anna (archives audio du premier film)
- Anaïs Delva : Elsa (archives audio du premier film)
- Donald Reignoux : Kristoff (archives audio du premier film)
- Dany Boon : Olaf
- Frédéric Desager : Oaken